# Yolotén
Yolotén (en turcomano: Ýolöten; en ruso: Ёлoтен) es una ciudad de Turkmenistán, capital del distrito de Yolotén en la provincia de Mari. La ciudad es conocida por el campo de gas de Galkinish, uno de los más grandes del mundo.

## Toponimia
Atanyyazow atribuye el nombre a la ubicación del asentamiento en la Ruta de la Seda entre la antigua Merv y Herat. Las palabras ýol y öten significan "camino" y "pasado" en turcomano, respectivamente, es decir, "un lugar para cruzar".

## Geografía
La ciudad está ubicada en el delta del río Murgab, a 55 kilómetros al sureste de Mari. En Yolotén cambia el curso del Murgab, que se abre en abanico aquí para formar un amplio delta interior que se extiende al noroeste de la ciudad.

## Historia
Hasta 1939, Yolotén era un pueblo cercano a la estación del ferrocarril, cuyos habitantes florecieron principalmente con el comercio. Ese mismo año se le concedió el estatus de asentamiento urbano. En 1940-60, se construyó el embalse de Sariyozi cerca de Yolotén.
En el verano de 2020, después de que se rompiera una presa, las inundaciones en la región también afectaron a las aldeas del distrito de Yolotén, pero la ciudad en sí no se vio afectada.

## Demografía
| 7366                                   | 9640 | 13 465 | 16 266 | 18 644 | 37 705 |
| (Fuente: Censo soviético de 1959-1989) |      |        |        |        |        |

## Economía
Yolotén es la ciudad más cercana al campo de gas de Galkinish, anteriormente conocido como campo Iolotan o Yolotan del Sur-Osman, el segundo campo de gas más grande del mundo, y el apoyo a las operaciones de gas natural es una parte importante de la economía de la ciudad. El campo de gas fue desarrollado en cooperación con China National Petroleum Corporation y ha sido explotado desde 2013. El gas natural se exporta en particular a la República Popular de China y, en el futuro, también debería ser posible exportarlo al sur de Asia a través del gasoducto Turkmenistán-Afganistán-Pakistán.
También es un centro de procesamiento de productos agrícolas, debido a su ubicación en el oasis del río Murgab.

## Infraestructura

### Transporte
Yolotén está en el cruce de la autopista A-388 que conecta Mary y Serjetabat y la autopista P-25 que conecta Yolotén con Bairamali. También se encuentra en la línea de ferrocarril de Mary-Serjetabat.